# Llista de participants al Tour de França de 1998
L'edició del Tour de França de 1998 fou disputat per 189 corredors repartits entre 21 equips.

## Llista de participants
| Llegenda                 | Llegenda | Llegenda              | Llegenda                                                                                         |
| ------------------------ | --- | --------------------- | ------------------------------------------------------------------------------------------------ |
| #                        | Dorsal de sortida que du el ciclista al Tour                                                                | Pos.                  | Posició final a la classificació general                                                         |
| Mallot groc              | Vencedor de la classificació general                                                                        | Mallot de la muntanya | Vencedor de la classificació de la muntanya                                                      |
| Mallot verd              | Vencedor de la classificació per punts                                                                      | Mallot blanc          | Vencedor de la classificació dels joves                                                          |
| classificació per equips | Vencedor de la classificació per equips                                                                     | Combativitat          | Vencedor de la combativitat                                                                      |
| NP                       | Indica un ciclista que no ha pres la sortida en una etapa, seguit del número de l'etapa en què s'ha retirat | AB                    | Indica un ciclista que no ha finalitzat una etapa, seguit del número d'etapa en què s'ha retirat |
| HD                       | Indica un ciclista que ha finalitzat una etapa fora de control, seguit del número d'etapa                   | EX                    | Corredor exclòs per no respectar el reglament                                                    |
| *                        | Indica un corredor que lluita pel mallot blanc                                                              |                       |                                                                                                  |

| Deutsche Telekom                    | Deutsche Telekom   | Deutsche Telekom |
| ----------------------------------- | ------------------ | ---------------- |
| Núm.                                | Ciclista           | Pos.             |
| 1                                   | Jan Ullrich        | 2                |
| 2                                   | Rolf Aldag         | 43               |
| 3                                   | Udo Bölts          | 21               |
| 4                                   | Francesco Frattini | 93               |
| 5                                   | Christian Henn     | 80               |
| 6                                   | Jens Heppner       | 56               |
| 7                                   | Bjarne Riis        | 11               |
| 8                                   | Georg Totschnig    | 27               |
| 9                                   | Erik Zabel         | 62               |
| Director esportiu: Walter Godefroot |                    |                  |

| Festina EX 7a etapa              | Festina EX 7a etapa | Festina EX 7a etapa |
| -------------------------------- | ------------------- | ------------------- |
| Núm.                             | Ciclista            | Pos.                |
| 11                               | Richard Virenque    | EX 7a               |
| 12                               | Laurent Brochard    | EX 7a               |
| 13                               | Laurent Dufaux      | EX 7a               |
| 14                               | Pascal Hervé        | EX 7a               |
| 15                               | Armin Meier         | EX 7a               |
| 16                               | Christophe Moreau   | EX 7a               |
| 17                               | Didier Rous         | EX 7a               |
| 18                               | Neil Stephens       | EX 7a               |
| 19                               | Alex Zülle          | EX 7a               |
| Director esportiu: Bruno Roussel |                     |                     |

| Mercatone Uno - Bianchi                | Mercatone Uno - Bianchi | Mercatone Uno - Bianchi |
| -------------------------------------- | ----------------------- | ----------------------- |
| Núm.                                   | Ciclista                | Pos.                    |
| 21                                     | Marco Pantani           | 1                       |
| 22                                     | Sergio Barbero          | AB 15a                  |
| 23                                     | Simone Borgheresi       | 52                      |
| 24                                     | Roberto Conti           | 60                      |
| 25                                     | Fabiano Fontanelli      | 72                      |
| 26                                     | Riccardo Forconi        | 46                      |
| 27                                     | Dimitri Kónixev         | AB 10a                  |
| 28                                     | Massimo Podenzana       | 37                      |
| 29                                     | Mario Traversoni        | 95                      |
| Director esportiu: Giuseppe Martinelli |                         |                         |

| Mapei-Bricobi                       | Mapei-Bricobi      | Mapei-Bricobi |
| ----------------------------------- | ------------------ | ------------- |
| Núm.                                | Ciclista           | Pos.          |
| 31                                  | Franco Ballerini   | AB 16a        |
| 32                                  | Giuseppe Di Grande | 9             |
| 33                                  | Bart Leysen        | 92            |
| 34                                  | Daniele Nardello   | 8             |
| 35                                  | Wilfried Peeters   | 68            |
| 36                                  | Tom Steels         | 85            |
| 37                                  | Ján Svorada        | AB 16a        |
| 38                                  | Andrea Tafi        | 42            |
| 39                                  | Stefano Zanini     | 73            |
| Director esportiu: Patrick Lefevere |                    |               |

| ONCE-Deutsche Bank AB 17a      | ONCE-Deutsche Bank AB 17a | ONCE-Deutsche Bank AB 17a |
| ------------------------------ | ------------------------- | ------------------------- |
| Núm.                           | Ciclista                  | Pos.                      |
| 41                             | Laurent Jalabert          | AB 17a                    |
| 42                             | Johan Bruyneel            | AB 17a                    |
| 43                             | Rafael Díaz Justo         | AB 17a                    |
| 44                             | Herminio Díaz Zabala      | AB 17a                    |
| 45                             | Marcelino García Alonso   | AB 17a                    |
| 46                             | Javier Mauleon            | AB 17a                    |
| 47                             | Melcior Mauri             | AB 17a                    |
| 48                             | Luis Pérez Rodríguez      | AB 17a                    |
| 49                             | Roberto Sierra            | AB 17a                    |
| Director esportiu: Manolo Sáiz |                           |                           |

| Rabobank                         | Rabobank           | Rabobank |
| -------------------------------- | ------------------ | -------- |
| Núm.                             | Ciclista           | Pos.     |
| 51                               | Michael Boogerd    | 5        |
| 52                               | Erik Dekker        | AB 2a    |
| 53                               | Maarten den Bakker | 33       |
| 54                               | Patrick Jonker     | 34       |
| 55                               | Robbie McEwen      | 89       |
| 56                               | Koos Moerenhout    | 44       |
| 57                               | Léon van Bon       | 63       |
| 58                               | Aart Vierhouten    | 88       |
| 59                               | Beat Zberg         | 40       |
| Director esportiu: Theo de Rooij |                    |          |

| Casino-Ag2r                       | Casino-Ag2r          | Casino-Ag2r |
| --------------------------------- | -------------------- | ----------- |
| Núm.                              | Ciclista             | Pos.        |
| 61                                | Bo Hamburger         | 15          |
| 62                                | Christophe Agnolutto | 31          |
| 63                                | Stéphane Barthe      | AB 18a      |
| 64                                | Pascal Chanteur      | 35          |
| 65                                | Jacky Durand         | 65          |
| 66                                | Alberto Elli         | 29          |
| 67                                | Jaan Kirsipuu        | AB 10a      |
| 68                                | Rodolfo Massi        | NP 18a      |
| 69                                | Benoît Salmon        | 28          |
| Director esportiu: Vincent Lavenu |                      |             |

| Banesto AB 17a                   | Banesto AB 17a      | Banesto AB 17a |
| -------------------------------- | ------------------- | -------------- |
| Núm.                             | Ciclista            | Pos.           |
| 71                               | Abraham Olano       | AB 17a         |
| 72                               | Marino Alonso       | AB 17a         |
| 73                               | José Luis Arrieta   | AB 15a         |
| 74                               | Manuel Beltrán      | AB 17a         |
| 75                               | José García Acosta  | AB 17a         |
| 76                               | José María Jiménez  | AB 16a         |
| 77                               | Miguel Ángel Peña   | AB 17a         |
| 78                               | Orlando Rodrigues   | AB 17a         |
| 79                               | César Solaun Solana | AB 17a         |
| Director esportiu: Eusebio Unzúe |                     |                |

| GAN                             | GAN                | GAN    |
| ------------------------------- | ------------------ | ------ |
| Núm.                            | Ciclista           | Pos.   |
| 81                              | Chris Boardman     | AB 2a  |
| 82                              | Magnus Bäckstedt   | 70     |
| 83                              | Frédéric Moncassin | AB 10a |
| 84                              | Stuart O'Grady     | 54     |
| 85                              | Eros Poli          | 86     |
| 86                              | Eddy Seigneur      | EX 15a |
| 87                              | François Simon     | 57     |
| 88                              | Cédric Vasseur     | 24     |
| 89                              | Jens Voigt         | 83     |
| Director esportiu: Roger Legeay |                    |        |

| Lotto-Mobistar                            | Lotto-Mobistar     | Lotto-Mobistar |
| ----------------------------------------- | ------------------ | -------------- |
| Núm.                                      | Ciclista           | Pos.           |
| 91                                        | Laurent Madouas    | 22             |
| 92                                        | Peter Farazijn     | 19             |
| 93                                        | Joona Laukka       | NP 13a         |
| 94                                        | Andrei Tchmil      | NP 16a         |
| 95                                        | Andrei Teteriuk    | 20             |
| 96                                        | Kurt van de Wouwer | 16             |
| 97                                        | Paul van Hyfte     | 64             |
| 98                                        | Rik Verbrugghe     | 69             |
| 99                                        | Geert Verheyen     | 23             |
| Director esportiu: Jean-Luc Vandenbroucke |                    |                |

| TVM-Farm Frites NP 19a        | TVM-Farm Frites NP 19a | TVM-Farm Frites NP 19a |
| ----------------------------- | ---------------------- | ---------------------- |
| Núm.                          | Ciclista               | Pos.                   |
| 101                           | Laurent Roux           | AB 10a                 |
| 102                           | Jeroen Blijlevens      | AB 18a                 |
| 103                           | Steven de Jongh        | NP 19a                 |
| 104                           | Sergei Ivanov          | NP 19a                 |
| 105                           | Servais Knaven         | NP 19a                 |
| 106                           | Lars Michaelsen        | HD 11a                 |
| 107                           | Serguei Outschakov     | NP 19a                 |
| 108                           | Peter Van Petegem      | AB 15a                 |
| 109                           | Bart Voskamp           | NP 19a                 |
| Director esportiu: Cees Priem |                        |                        |

| Saeco-Cannondale                    | Saeco-Cannondale    | Saeco-Cannondale |
| ----------------------------------- | ------------------- | ---------------- |
| Núm.                                | Ciclista            | Pos.             |
| 111                                 | Mario Cipollini     | AB 9a            |
| 112                                 | Giuseppe Calcaterra | AB 16            |
| 113                                 | Massimo Donati      | 50               |
| 114                                 | Gian Matteo Fagnini | AB 10a           |
| 115                                 | Paolo Fornaciari    | 90               |
| 116                                 | Eddy Mazzoleni      | 71               |
| 117                                 | Massimiliano Mori   | 91               |
| 118                                 | Leonardo Piepoli    | 14               |
| 119                                 | Mario Scirea        | AB 10a           |
| Director esportiu: Antonio Salutini |                     |                  |

| La Française des Jeux          | La Française des Jeux | La Française des Jeux |
| ------------------------------ | --------------------- | --------------------- |
| Núm.                           | Ciclista              | Pos.                  |
| 121                            | Evgeni Berzin         | 25                    |
| 122                            | Frank Bouyer          | 94                    |
| 123                            | Frédéric Guesdon      | 67                    |
| 124                            | Stéphane Heulot       | 13                    |
| 125                            | Xavier Jan            | 77                    |
| 126                            | Emmanuel Magnien      | AB 10a                |
| 127                            | Christophe Mengin     | 66                    |
| 128                            | Damien Nazon          | 96                    |
| 129                            | Maximilian Sciandri   | NP 18a                |
| Director esportiu: Marc Madiot |                       |                       |

| Cofidis                            | Cofidis              | Cofidis |
| ---------------------------------- | -------------------- | ------- |
| Núm.                               | Ciclista             | Pos.    |
| 131                                | Francesco Casagrande | AB 10a  |
| 132                                | Laurent Desbiens     | 61      |
| 133                                | Philippe Gaumont     | AB 10a  |
| 134                                | Nicolas Jalabert     | 49      |
| 135                                | Bobby Julich         | 3       |
| 136                                | Massimiliano Lelli   | 36      |
| 137                                | Kevin Livingston     | 17      |
| 138                                | Roland Meier         | 7       |
| 139                                | Christophe Rinero    | 4       |
| Director esportiu: Bernard Quilfen |                      |         |

| Polti                               | Polti             | Polti  |
| ----------------------------------- | ----------------- | ------ |
| Núm.                                | Ciclista          | Pos.   |
| 141                                 | Luc Leblanc       | NP 18a |
| 142                                 | Rossano Brasi     | 82     |
| 143                                 | Mirko Crepaldi    | 74     |
| 144                                 | Fabrizio Guidi    | AB 6a  |
| 145                                 | Leonardo Guidi    | AB 15a |
| 146                                 | Jörg Jaksche      | 18     |
| 147                                 | Silvio Martinello | NP 6a  |
| 148                                 | Axel Merckx       | 10     |
| 149                                 | Fabio Sacchi      | 47     |
| Director esportiu: Gianluigi Stanga |                   |        |

| Asics-CGA                        | Asics-CGA            | Asics-CGA |
| -------------------------------- | -------------------- | --------- |
| Núm.                             | Ciclista             | Pos.      |
| 151                              | Carlo Marino Bianchi | AB 10a    |
| 152                              | Alessio Bongioni     | AB 9a     |
| 153                              | Diego Ferrari        | 76        |
| 154                              | Oscar Pozzi          | 32        |
| 155                              | Fabio Roscioli       | 79        |
| 156                              | Samuele Schiavina    | AB 4a     |
| 157                              | Aleksandr Xefer      | AB 10a    |
| 158                              | Filippo Simeoni      | 55        |
| 159                              | Alain Turicchia      | 74        |
| Director esportiu: Serge Parsani |                      |           |

| Vitalicio Seguros NP 19a          | Vitalicio Seguros NP 19a | Vitalicio Seguros NP 19a |
| --------------------------------- | ------------------------ | ------------------------ |
| Núm.                              | Ciclista                 | Pos.                     |
| 161                               | Santiago Blanco          | NP 18a                   |
| 162                               | Francisco Benítez        | NP 18a                   |
| 163                               | Hernán Buenahora         | AB 10a                   |
| 164                               | Ángel Casero             | NP 18a                   |
| 165                               | Andrea Ferrigato         | NP 18a                   |
| 166                               | David García             | AB 10a                   |
| 167                               | Francisco Tomás García   | AB 5a                    |
| 168                               | Prudencio Indurain       | NP 18a                   |
| 169                               | Oliverio Rincón          | EX 8a                    |
| Director esportiu: Javier Mínguez |                          |                          |

| Kelme-Costa Blanca NP 18a      | Kelme-Costa Blanca NP 18a | Kelme-Costa Blanca NP 18a |
| ------------------------------ | ------------------------- | ------------------------- |
| Núm.                           | Ciclista                  | Pos.                      |
| 171                            | Fernando Escartín         | NP 18a                    |
| 172                            | Francisco Cabello         | NP 18a                    |
| 173                            | Carlos Alberto Contreras  | AB 10a                    |
| 174                            | Juan José de los Ángeles  | AB 5a                     |
| 175                            | José Javier Gómez         | NP 18a                    |
| 176                            | Santos González           | NP 18a                    |
| 177                            | José Rodríguez            | AB 16a                    |
| 178                            | Marcos Serrano            | NP 18a                    |
| 179                            | José Ángel Vidal          | NP 18a                    |
| Director esportiu: Álvaro Pino |                           |                           |

| US Postal Service              | US Postal Service  | US Postal Service |
| ------------------------------ | ------------------ | ----------------- |
| Núm.                           | Ciclista           | Pos.              |
| 181                            | Jean-Cyril Robin   | 6                 |
| 182                            | Frankie Andreu     | 58                |
| 183                            | Dariusz Baranowski | 12                |
| 184                            | Pascal Derame      | 84                |
| 185                            | Viatcheslav Ekimov | 38                |
| 186                            | Tyler Hamilton     | 51                |
| 187                            | George Hincapie    | 53                |
| 188                            | Marty Jemison      | 48                |
| 189                            | Peter Meinert      | 45                |
| Director esportiu: Mark Gorski |                    |                   |

| Riso Scotti-MG Maglificio AB 17a     | Riso Scotti-MG Maglificio AB 17a | Riso Scotti-MG Maglificio AB 17a |
| ------------------------------------ | -------------------------------- | -------------------------------- |
| Núm.                                 | Ciclista                         | Pos.                             |
| 191                                  | Fabio Baldato                    | AB 15a                           |
| 192                                  | Vladislav Bobrik                 | AB 11a                           |
| 193                                  | Ermanno Brignoli                 | AB 17a                           |
| 194                                  | Roberto Caruso                   | AB 10a                           |
| 195                                  | Stefano Casagranda               | AB 10a                           |
| 196                                  | Federico de Beni                 | AB 4a                            |
| 197                                  | Nicola Minali                    | AB 17a                           |
| 198                                  | Roberto Pistore                  | EX 8a                            |
| 199                                  | Alessandro Spezialetti           | AB 17a                           |
| Director esportiu: Emmanuele Bombini |                                  |                                  |

| BigMat-Auber 93                     | BigMat-Auber 93      | BigMat-Auber 93 |
| ----------------------------------- | -------------------- | --------------- |
| Núm.                                | Ciclista             | Pos.            |
| 201                                 | Pascal Lino          | 78              |
| 202                                 | Ludovic Auger        | NP 2a           |
| 203                                 | Philippe Bordenave   | 30              |
| 204                                 | Thierry Bourguignon  | 26              |
| 205                                 | Viatxeslav Djavanian | 81              |
| 206                                 | Thierry Gouvenou     | 59              |
| 207                                 | Lylian Lebreton      | 41              |
| 208                                 | Denis Leproux        | 39              |
| 209                                 | Alexei Sivakov       | 87              |
| Director esportiu: Stephane Javalet |                      |                 |